# Clavija pungens
Clavija pungens är en viveväxtart som först beskrevs av Willdenow, Roemer och Schultes, och fick sitt nu gällande namn av Decaisne. Clavija pungens ingår i släktet Clavija och familjen viveväxter. Inga underarter finns listade i Catalogue of Life.